# Xã Jefferson, Quận Miami, Indiana
Xã Jefferson (tiếng Anh: Jefferson Township) là một xã thuộc quận Miami, tiểu bang Indiana, Hoa Kỳ. Năm 2010, dân số của xã này là 2.412 người.